# Pelvoux
Pelvoux è un comune francese di 474 abitanti situato nel dipartimento delle Alte Alpi della regione della Provenza-Alpi-Costa Azzurra.
Nel territorio comunale si trova la Barre des Écrins, la più alta montagna del massiccio des Écrins.
Si trova all'interno del parco nazionale des Écrins.

## Società

### Evoluzione demografica
Abitanti censiti